# Emiliano Figueroa Larraín
Emiliano Figueroa Larraín (Santiago del Cile, 12 luglio 1866 – 13 maggio 1931) è stato un avvocato, diplomatico e politico cileno della corrente liberale.
Fu vicepresidente del Cile dal 6 settembre al 18 settembre 1910 e dal 23 dicembre 1925 al 9 aprile 1927.
Laureato in Giurisprudenza nel 1889, sostenne il presidente José Manuel Balmaceda durante la guerra civile del 1891 e fu tesoriere del governo liberale. Caduto Balmaceda, Figueroa visse nell'ombra per diversi anni, poi entrò in politica come deputato.
Vicepresidente della Camera dei deputati e due volte ministro della Giustizia, nel maggio 1910 fu nominato ministro dell'Interno, e come membro più anziano del governo, divenne presidente provvisorio della Repubblica dopo la morte del presidente Pedro Montt Montt (16 agosto 1910) e del vicepresidente Elías Fernández Albano (6 settembre 1910).
Figueroa occupò la carica per il tempo necessario alla celebrazione del centenario della proclamazione dell'indipendenza del Cile dalla Spagna e all'elezione di un nuovo presidente (il liberale Ramón Barros Luco).
Ambasciatore del Cile in Spagna e in Argentina, Figueroa tornò in Cile, fu nominato Conservador de Bienes Raíces e in tale veste fece parte del Tribunale d'Onore che decise il risultato delle elezioni presidenziali del 1920 assegnando la vittoria al candidato liberale Arturo Alessandri Palma.
Nel 1925, in seguito alla crisi che aveva portato alla caduta di Alessandri Palma, fu scelto per la Presidenza della Repubblica come candidato di unità nazionale di tutti i partiti. Insediatosi il 23 dicembre 1925, per il suo carattere debole si lasciò influenzare talmente dal ministro dell'Interno, il colonnello Carlos Ibáñez del Campo, da farsi esautorare lentamente fino alle dimissioni (10 maggio 1927).
Nel 1928, come ambasciatore in Perù, si occupò della soluzione della controversia di Tacna e Arica, risalente alla Guerra del Pacifico (1879-1884). Fu poi presidente del Banco Central.